# Rotl
Il rotl, rotel, rottle, ratel, (In Arabia) è una unità di misura di massa, corrisponde a 0,448 Kg. 
Le origini di questa unità di misura sono da derivare dall'Antico Egitto, oggi questa unità di misura è utilizzata in molti paesi arabi.
- 1 rotl, rotel, rottle, ratel = 0,448 Kg